# 悦子逆転
『悦子逆転』（えつこぎゃくてん）は、1973年～1975年に婦民新聞（婦人民主クラブ）で連載された山中恒による小説、及びそれを原作としたドラマ化作品である。

## 概要
口は悪いが底抜けに明るい三十代の主婦がしがらみに悩みながらも、家庭で巻き起こる問題に立ち向かって生きていく奮闘記。

## TVドラマ
『悦子逆転～台風かあさん奮戦記～』のタイトルで、1982年8月2日～10月29日に東海テレビの昼ドラマ枠にて放送された。

### キャスト
- 悦子 - 宮本信子
- 鈴木ヒロミツ
- 下條正巳
- 蔵下輝美
- 生田悦子
- 黒部幸英

### スタッフ
- 原作 - 山中恒
- 脚本 - 稲葉明子
- 演出 - 橋本信也、大西博彦
- 音楽 - 鈴木邦彦
- プロデューサー - 大西博彦、青木信也
- 演出補 - 津崎敏喜
- 技術 - 高木敏文
- カメラ - 山地好男
- 音声 - 岡田稔
- 照明 - 田淵博
- VTR - 一沢武
- カラー調整 - 倉石和幸
- 音響効果 - 諸橋一男
- 美術デザイン - 西亥一郎
- 美術進行 - 安孫子重允
- 大道具 - 東宝ビルト
- 小道具 - 高津映画装飾
- 衣裳 - 京都衣裳
- メイク・ヘアー - ユミ・ビュアクス
- かつら - 細野かつら
- 造園 - 和泉園
- 技術協力 - 東通
- スタジオ - 目黒スタジオ
- 制作 - 東海テレビ、東宝